# Clitoria arborea
Clitoria arborea är en ärtväxtart som beskrevs av George Bentham. Clitoria arborea ingår i släktet Clitoria, och familjen ärtväxter.

## Underarter
Arten delas in i följande underarter:
- C. a. arborea
- C. a. pseudoamazonica